# Ettore Deltetto
Ettore Deltetto, italijanski general, * 1889, † 1945.